# Sascha Lienesch

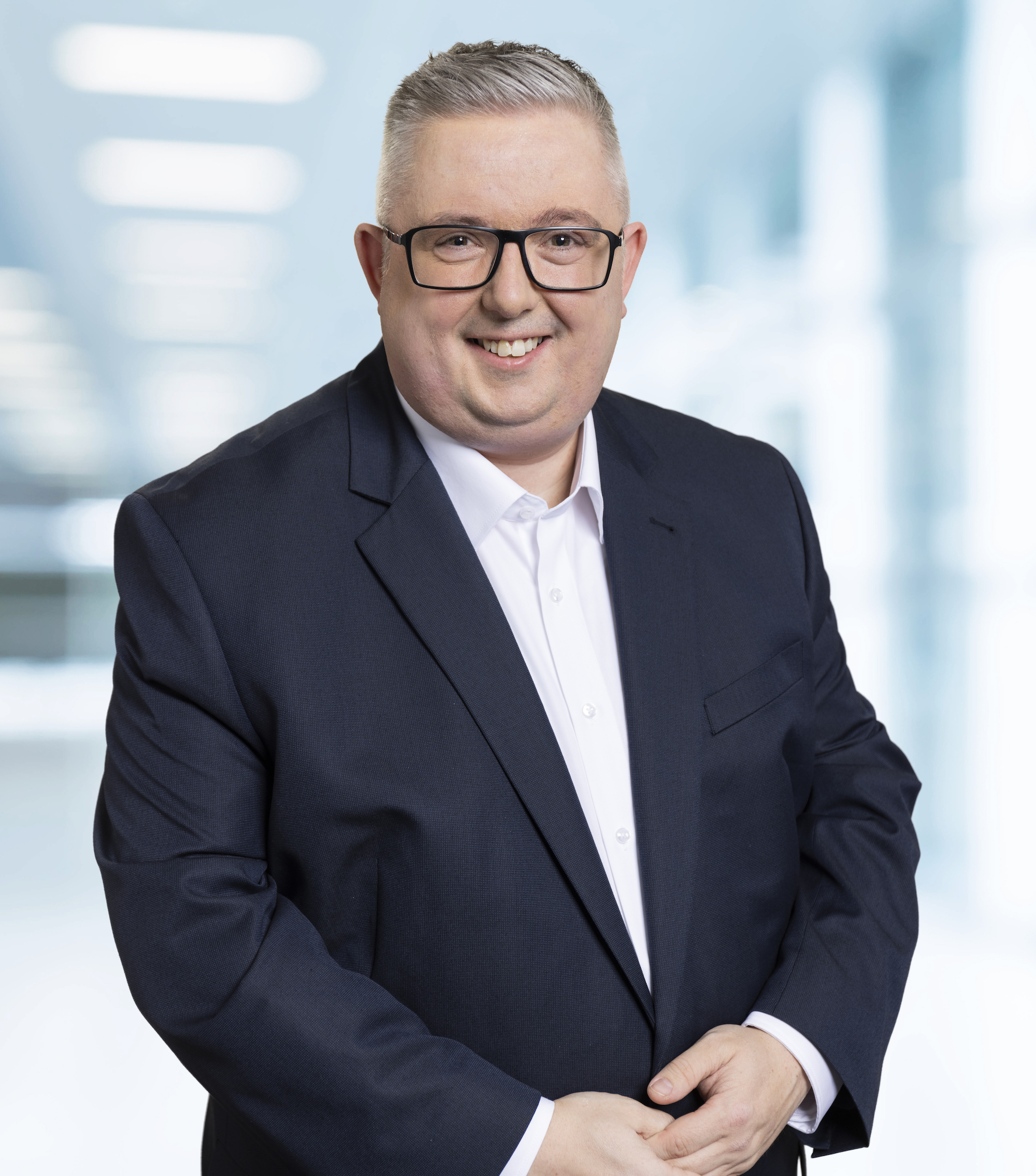
Sascha Lienesch (2021)

Sascha Lienesch (* 7. Oktober 1978 in Neunkirchen-Seelscheid) ist ein deutscher Politiker (CDU) und seit dem 1. Juni 2022 Mitglied des Landtages von Nordrhein-Westfalen.

## Leben
Lienesch wuchs in Lohmar auf, besuchte die Realschule Lohmar-Ort und anschließend die Höhere Handelsschule in Siegburg. Er machte eine Ausbildung zum Sozialversicherungsfachangestellten bei einer Krankenkasse in Bonn und war einige Jahre Mitarbeiter im Wahlkreisbüro der Landtagsabgeordneten Andrea Milz. Bis zur Wahl in den Landtag arbeitete Lienesch als SEO Manager im Bereich Online Marketing.
Er lebt seit 1993 in Sankt Augustin, ist seitdem Mitglied der dortigen Freiwilligen Feuerwehr und war von April 2016 bis Januar 2023 deren Pressesprecher.

## Politik
Sascha Lienesch trat 1998 in die Junge Union und ein Jahr später in die CDU ein. Er war unter anderem Vorsitzender der JU Sankt Augustin und Pressesprecher sowie stellvertretender Vorsitzender des CDU-Stadtverbandes Sankt Augustin. Bis 2021 war er 20 Jahre lang Vorsitzender des CDU-Ortsverbandes Sankt Augustin-Ort, seitdem ist er Ehrenvorsitzender. Sascha Lienesch wurde am 5. November 2022 zum Kreisvorsitzenden der Kommunalpolitischen Vereinigung von CDU und CSU im Rhein-Sieg-Kreis gewählt.
Bei der Kommunalwahl 2004 wurde er direkt gewähltes Mitglied des Stadtrates von Sankt Augustin und Sprecher seiner Fraktion im Ausschuss für Soziales, Familie, Gleichstellung und Integration. Lienesch wurde nach der Wahl 2020 zum Fraktionsvorsitzenden gewählt. Am 28. September 2023 wählten ihn die Mitglieder der CDU Sankt Augustin zum Vorsitzenden des CDU-Stadtverbandes Sankt Augustin.

### Landtag
Lienesch bewarb sich für die Landtagswahl in Nordrhein-Westfalen 2022 parteiintern als Direktkandidat für den neu geschaffenen Landtagswahlkreis Rhein-Sieg-Kreis V, zu dem Siegburg, Lohmar und große Teile Sankt Augustins gehören. Bei der Aufstellungsversammlung am 1. Dezember 2021 setzte er sich im zweiten Wahlgang mit 78:65 Stimmen gegen Nathanael Liminski, den Chef der Staatskanzlei NRW und langjährigen Vertrauten von Armin Laschet durch. Er konnte bei der Wahl am 15. Mai 2022 mit 34,63 % der Stimmen den Wahlkreis direkt gewinnen. Sascha Lienesch gehört als ordentliches Mitglied dem Innenausschuss, dem Integrationsausschuss und dem Petitionsausschuss des Landtags an. Zudem ist er stv. Mitglied im Ausschuss für Heimat und Kommunales und im Ausschuss für Arbeit, Gesundheit und Soziales. In der Enquete-Kommission „Krisen- und Notfallmanagement“ arbeitet Lienesch als ordentliches Mitglied ebenfalls mit. Für die CDU-Landtagsfraktion wurde er durch den Landtag als ordentliches Mitglied des Parlamentarischen Untersuchungsausschuss V (Terroranschlag in Solingen am 23. August 2024) gewählt.